# Ваді-ель-Муджиб
Ваді-ель-Муджиб (араб. وادي الموجب) — ваді (річковий каньйон) у Йорданії, що впадає у Мертве море на висоті 420 м нижче рівня моря. Утворює найнижчий у світі природний заповідник, Ель-Муджиб, який входить до попереднього списку Світової спадщини ЮНЕСКО. Згадується в Біблії під назвою Арнон.

## Географія

### Ваді
Упродовж останнього льодовикового періоду рівень води в Мертвому морі перебував на висоті 180 м нижче рівня моря (приблизно на 240 м вище, ніж сьогодні). Внаслідок цього вода почала затоплювати нижні ділянки каньйонів уздовж берегів, які ставали затоками та накопичували відкладення. Зі зміною кліматичних умов приблизно 20 тис. років тому рівень води в озері впав, спричинивши блокаду каньйонів озерним мергелем. Ваді-ель-Муджибу, на відміну від решти каньйонів, не вдалося відновити свої нижні течії. Натомість він утворив маленькі щілини в пісковику, які згодом були розмиті під тиском величезного стоку водозбора.

### Заповідник
Заповідник Ель-Муджиб розташований посеред гір у південній частині долини Йордану, приблизно в 90 км на південь від Амману. Охоронна зона площею 212 км² була створена в 1987 році Королівським товариством охорони природи. У 2011 році ЮНЕСКО оголосило Ель-Муджиб біосферним заповідником. Він простягається до гір Ель-Караку та Мадаби, досягаючи деінде висоти 900 м над рівнем моря. Завдяки значному перепаду висот (1300 м між найвищою та найнижчими точками), а також наявності семи приток, заповідник містить багате видове різноманіття. Рельєф Ель-Муджибу на висоті до 800 м є переважно скелястим та пустельним, зі скелями та ущелинами, що прорізають плато. Численні джерела заповідника впадають до Мертвого моря.
Поруч з Ель-Муджибом також розташовані термальні джерела Мааїн, що широко використовуються відвідувачами для туризму та відпочинку.
Гребля Ель-Муджиб була споруджена у 2004 році на дні ваді, в місці перетину річки та сучасної дороги. Внаслідок цього на місці утворилося велике озеро. Сьогодні Ваді-ель-Муджиб живиться сімома притоками.

## Флора
Заповідник містить понад 300 видів рослин, 10 видів хижих звірів, а також багато осілих та перелітних птахів. До того ж, деякі рідкісні види котів, кози та інші гірські тварини мешкають у важкодоступних і віддалених гірських та долинних районах.
Рослинність на плато є степовою за типом, а на гірських схилах вона майже відсутня. Просочування підземних вод трапляється в деяких місцевостях уздовж берегів Мертвого моря, наприклад, у термальних джерелах Зари, де ростуть акації, тамарикс, фінік, олеандр та є невелике болото. Деякі зі схилів заповідника використовуються скотарями для випасу кіз та овець.

## Фауна
Окрім великої кількості осілих птахів, заповідник є важливим місцем зупинки для величезної кількості перелітних птахів, які щорічно мігрують уздовж Великої рифтової долини між Африкою та північно-східною Європою. В Ель-Муджибі зустрічаються:
- Ягнятник (Gypaetus barbatus)
- Стерв'ятник (Neophron percnopterus)
- Сип білоголовий (Gyps fulvus)
- Яструб коротконогий (Accipiter brevipes)
- Боривітер степовий (Falco naumanni)
- Підсоколик сірий (Falco concolor)
- Куріпка аравійська (Ammoperdix heyi)
- Сова аравійська (Strix butleri)
- Кам'янка білогруда (Oenanthe monacha)
- Трактрак чорнохвостий (Cercomela melanura)
- Кратеропа аравійська (Turdoides squamiceps)
- Вівсянка строкатоголова (Emberiza striolata)
- Снігар туркменський (Bucanetes githagineus)
- Горобець месопотамський (Passer moabiticus)
- Моріо аравійський (Onychognathus tristramii)[6].

До того ж в Ель-Муджабі проживає чимало хижих тварин, наприклад гієна смугаста та вовк арабський. Однією з найважливіших тварин заповіднику є козел нубійський, який перебував під загрозою знищення внаслідок надмірного полювання.

## Біблійна історія

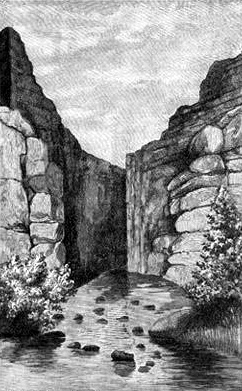
Ущелина річки Арнон біля її гирла (Stade, «Geschichte des Volkes Israel»).

Ваді-ель-Муджиб, що згадується в Біблії під назвою Арнон, споконвіку служив природним кордоном. Згідно з П'ятикнижжям (4 М. 21:13-26 ; 5 М. 3:8 ; Суд. 11:18), ця річка колись відділяла землі моавітів від земель амореїв.
У Книзі повторення закону (3:12-16) також йдеться, що під час перебування євреїв на цих землях, Арнон розділяв Моав між племенами Рувима та Гада.
Згідно з написом на Стелі Меша, плем'я Гада (а не Рувима) раніше жило в Атароті, звідки Меша, зі свого боку, вигнав ізраїльтян. Про давнє значення річки та поселень, що стояли на ній, свідчать численні руїни мостів, фортів та будівель, знайдені в навколишній місцевості. Броди Арнону згадуються в Книзі Ісаї (16:2). Про «арнонські висоти», увінчані замками вождів, йдеться також і в Книзі Чисел (21:28).